# 吉姆·奥尼尔
特伦斯·詹姆斯·奥尼尔，加特利的奥尼尔男爵（英語：Terence James O'Neill, Baron O'Neill of Gatley，1957年3月11日—），是一位英國经济学家，曾任高盛資產管理主席和保守黨政府閣員，毕业于英国谢菲尔德大学和萨里大学。他最著名的事蹟是使用“金砖四国”（BRIC）來描述巴西、俄羅斯、印度、中國四個快速發展中國家，象徵著全球經濟實力由已發達的G7經濟體向外偏移；往後又推廣了“薄荷四国”（MINT）的概念，是墨西哥、印尼、尼日利亚和土耳其四國國名首個字母的合稱。
2014年1月，他成為曼徹斯特大學經濟學榮譽教授。在第二次卡梅伦内阁中，他被任命為商業財政司司長，至2016年9月23日辭職為止。

## 外部連結
- Centre for Rising Powers, University of Cambridge （页面存档备份，存于）